# Sesamoides purpurascens
Sesamoides purpurascens es una planta de la familia de las resedáceas

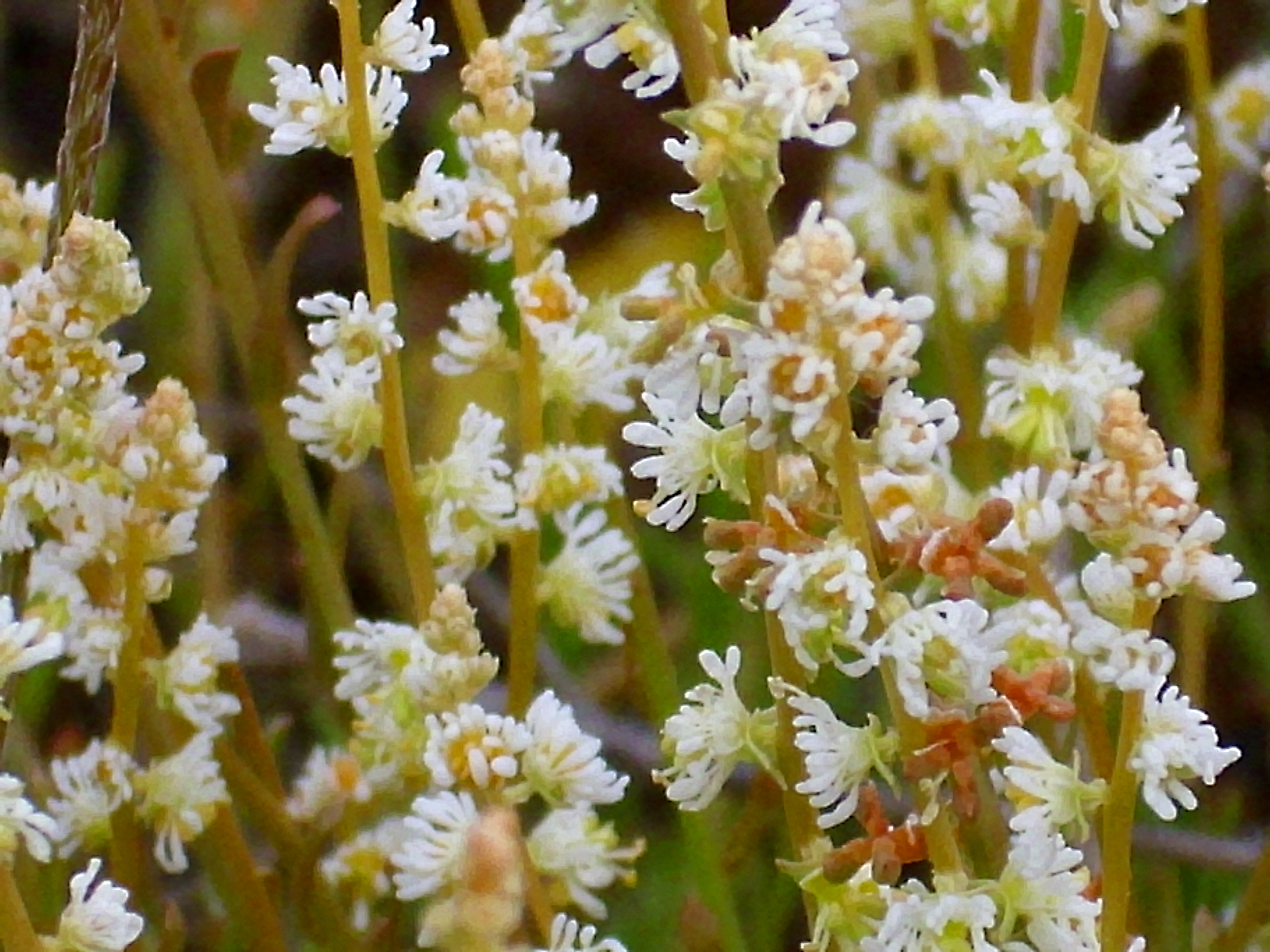
Detalle de las inflorescencias

## Descripción
Hierba perenne o bienal, generalmente glauca. Tallos de ascendentes a casi erectos, de 10-45 (-60) cm de longitud. Hojas basales de oblaceoladas a oblongo-espatuladas, enteras, las del tallo menores alternas. Flores dispuestas en un racimo más o menos denso, estrecho; cáliz de (4-)5(-7) sépalos unidos en la base; corola de 5 pétalos blancos, los superiores partidos en (5-)7(-9) lóbulos; (8-)12(-15) estambres; carpelos librs. Fruto formado por (3-)4 a 6(-7) cápsulas parciales (carpidios).
Florece en primavera y verano.

## Distribución y hábitat
En la península ibérica, en Castilla y León y Castilla-La Mancha. Muy frecuente en los pedregales de las altitudes inferiores y medias de las sierras. También crece con frecuencia en claros de matorrales y taludes rocosos.

## Citología
Números cromosomáticos de Sesamoides purpurascens  (Fam. Resedaceae) y táxones infraespecificos : n=10

## Sinonimia
- Astrocarpa clusii J.Gay
- Astrocarpa prostrata (Boiss.]) H.Lindb.
- Astrocarpa purpurascens (L.) Raf.
- Reseda purpurascens L.[4]

## Nombres comunes
- Castellano: gualdilla, sesamoide menor.[3]